# Wataru Endo
Wataru Endo (Yokohama, Prefectura de Kanagawa, Japó, 9 de febrer de 1993) és un futbolista japonès. Va disputar 3 partits amb la selecció del Japó.

## Estadístiques
A 25 de març 2025
| Selecció del Japó | Selecció del Japó | Selecció del Japó |
| Anys              | Partits           | Gols              |
| ----------------- | ----------------- | ----------------- |
| 2015              | 5                 | 0                 |
| 2016              | 2                 | 0                 |
| 2017              | 4                 | 0                 |
| 2018              | 4                 | 0                 |
| 2019              | 7                 | 1                 |
| 2020              | 3                 | 0                 |
| 2021              | 9                 | 1                 |
| 2022              | 13                | 0                 |
| 2023              | 8                 | 0                 |
| 2024              | 12                | 2                 |
| 2025              | 2                 | 0                 |
| Total             | 69                | 4                 |

## Palmarès
Shonan Bellmare
- 1 J2 League: 2014

Urawa Red Diamonds
- 1 Lliga de Campions de l'AFC: 2017
- 1 Copa J.League/Copa Sudamericana: 2017
- 1 Copa J.League: 2016

Liverpool FC
- 1 Premier League: 2024-25
- 1 Copa de la lliga anglesa: 2023-24

Selecció japonesa
- 1 Copa de l'AFC sub-23: 2016